# Улица Софьи Перовской (Мурманск)
У́лица Со́фьи Перо́вской — улица в Мурманске, появилась в 1920 году, названа 22 июля 1925 года в честь русской революционерки, активной участницы движения народников и народовольцев С. Л. Перовской.

## История
Улица является одой из самых старых в городе. В первые годы существования Мурманска эта улица, лежащая у подножия третьей террасы, составляла часть Подгорной улицы, потом носила название Лопарской. Эта улица окаймляла центральную часть города. На улице были одноэтажные бревенчатые дома и бараки. В годы войны на улице был штаб И. Д. Папанина. На улице от довоенной поры остались здания: Дом культуры им. С. М. Кирова и стоящий рядом каменный жилой дом с высоким цоколем. Также до войны на этой улице были построены дома 16 и 18 (нумерация настоящего времени). С домом Папанина стоял и стоит поныне дом № 8 (та часть его, которая перпендикулярна улице), где во время войны размещалась американская миссия в квартире на 2 этаже. Рядом с дворцом культуры до войны было построено здание нынешней областной думы, а напротив здание, где сейчас размещается Консульство Норвегии. Эти дома хорошо видны на фотоснимках «Люфтваффе» 1942 года.

## Здания
ДК им. С. М. Кирова (обращён к улице тыльной стороной), филармония, отель «Губернский», консульство Норвегии, консульство Беларуси (в доме), детская стоматология (в доме), центр офисов, банк «Уралсиб» (в доме), центр здоровья и красоты (в доме), ресторан «Decante» (в доме), здание Областной думы (обращёна к улице тыльной стороной), мурманская государственная областная универсальная научная библиотека (на её первом этаже в 1972—2019 годах размещался театр кукол), администрация Октябрьского округа.

## Памятник Кириллу и Мефодию
Памятник расположен перед фасадом библиотеки и открыт 22 мая 1990 года в память о создателях славянской азбуки Кирилла и Мефодия. Это копия памятника который стоит в Болгарии. В Мурманск его привезли благодаря тому, что в 1986 году по инициативе местной писательской организации положено начало празднования в СССР, а потом России Дня славянской письменности и культуры. Оригинал памятника установлен в Софии, первая копия — в Риме, а последняя — в Мурманске. В день открытая памятника в Мурманск приезжал автор памятника — скульптор Владимир Гиновски.

## Известные люди
- Дом № 17: Герой Социалистического Труда Николай Момот.
- Дом № 19: Второй капитан атомохода «Ленин», Герой Социалистического Труда Б. М. Соколов (об этом напоминает мемориальная доска[3][4]).